# Elecciones presidenciales de Seychelles de 2015
Las elecciones presidenciales de Seychelles de 2015 tuvieron lugar en primera vuelta el 3 y 5 de diciembre del mencionado año con el objetivo de renovar la presidencia de la república para el período 2016-2021 mediante el sistema de doble vuelta. Si ninguno de los candidatos más votados alcanzaba la mayoría absoluta en primera vuelta, se requeriría un desempate o segunda vuelta entre los dos candidatos más votados, a tener lugar entre 16 y 18 de diciembre. Las elecciones fueron adelantadas algunos meses, estando originalmente programadas para principios de 2016.
Seis candidatos se presentaron en la primera vuelta. El presidente incumbente James Michel, del Partido Popular (Parti Lepep o PL), anunció que contendría por un tercer mandato, siendo sus principales oponentes Wavel Ramkalawan, del Partido Nacional de Seychelles (SNP), y Patrick Pillay, de la Alianza Seychellense (LS). Otros tres candidatos menores fueron Alexia Amesbury, del Partido de Seychelles por la Justicia Social y la Democracia, que destacó por ser la primera mujer en presentarse como candidata a la presidencia de la república en la historia de Seychelles; David Pierre del Movimiento Democrático Popular, y el candidato independiente Philippe Boullé.
Aunque Michel fue el candidato más votado, con un 47.76% de los votos válidos, por primera vez desde la democratización del país el candidato del Partido Popular no logró el porcentaje requerido para resultar electo sin necesidad de una segunda vuelta. Ramkalawan fue el segundo candidato más votado con el 35.33%, pasando a dicho desempate contra Michel. Pillay quedó en tercer lugar con el 14.19%. Ni Amesbury, ni Boullé, ni Pierre superaron los 900 votos exactos. La participación electoral fue del 87.41%. Ramkalawan contó con el apoyo clave de Pillay para la segunda vuelta, y posteriormente de Amesbury, casi garantizando su victoria. Sin embargo, Michel se impuso en la segunda vuelta de manera muy ajustada por tan solo 193 votos, que se tradujeron en un 50.15% a un 49.85% de Ramkalawan, con una participación del 90.06% del electorado registrado. Ramkalawan no reconoció el resultado y denunció fraude electoral, aunque sus denuncias fueron desestimadas. Michel asumió el cargo para un tercer mandato el 20 de diciembre, oficializándose los resultados de la elección.
Michel no completó el mandato constitucional debido a que renunció el 16 de octubre de 2016, menos de un año después de asumir, luego de que la oposición ganara las elecciones parlamentarias por estrecho margen, fue sucedido por su vicepresidente Danny Faure.

## Resultados

### Primera vuelta
|  | 47.76 % |

|  | 35.33 % |

|  | 14.19 % |

|  | 1.37 % |

|  | 0.68 % |

|  | 0.66 % |

|  | 97.64 % |

|  | 2.36 % |

|  | 100.00 % |

|  | 87.41 % |

### Segunda vuelta
|  | 50.15 % |

|  | 49.85 % |

|  | 98.34 % |

|  | 1.66 % |

|  | 100.00 % |

|  | 90.06 % |